# テリー・チャイムズ
テリー・チャイムズ （Terry Chimes、1956年7月5日 - ）はイギリス、ロンドン・ステップニー出身のドラマー。パンク・ロックバンド ザ・クラッシュの初期メンバーである。1976年7月から11月までと1977年1月から4月にクラッシュに在籍。1982年5月から1983年2月にも、再度在籍した。1987年10月から12月と1988年5月には、ブラック・サバスのツアーにも参加している。
1994年からは、エセックスでカイロプラクティックを学んだ。

## ザ・クラッシュ
チャイムズはミック・ジョーンズ、ポール・シムノンを擁するポストパンクバンド「ロンドンSS」のメンバーだった。この二人と彼は、ジョー・ストラマー、キース・レヴィンと組み、ザ・クラッシュを結成した。
チャイムズとレヴィンはその後バンドを去ったが、チャイムズはバンド名と同名のアルバム『The Clash （日本語題：白い暴動）』のレコーディングのため呼び戻された。このアルバムで、彼は「トーリー・クライムス (Tory Crimes)」とクレジットされている。アルバムがリリースされた後再びバンドを離れ、かわりにトッパー・ヒードンがその座についた。
1982年、ヒードンがドラッグ問題で解雇され、チャイムズはアメリカでのザ・フーの前座としてのツアーと、その後のイギリスツアーのために再参加。シングル「ロック・ザ・カスバ」のミュージックビデオにも登場している。
ザ・クラッシュ脱退後、チャイムズは1977年と1984年に短期的にジョニー・サンダース&ザ・ハートブレイカーズ、1979年から1980年にはカウボーイズ・インターナショナル/ジェネレーションX、1982年にはロンドン・カウボーイズ、1985年にはハノイ・ロックス、1986年から1987年にはチェリー・ボムズ（元ハノイ・ロックスのアンディ・マッコイとナスティ・スーサイド、元シャム69/ワンダラーズ/ローズ・オブ・ザ・ニュー・チャーチのデイヴ・トレグナ）、The Wyrd Things、さらに1987年と1988年にはブラック・サバスのエターナル・アイドル・ツアーに参加した。
尚、1986年にはサマンサ・フォックスの「ドゥ・ヤ・ドゥ・ヤ (Wanna Please Me)」のミュージックビデオにチェリー・ボムズのナスティ・スーサイド、デイヴ・トレグナ、初期メンバーのティモ・カルティオと参加。更に1988年には、元PrimmersのCliff 'Skeats' Gravelleの企画ユニットであるCrash Clubの「Out of the Sky」のミュージックビデオにデイヴ・トレグナと参加している。
そして、1993年に日本でのみ発売されたLeslie McKeown's 70's Bay City Rollersのアルバム「Love Letter」に参加した後、音楽業界の第一線から引退。カイロプラクティックの道を歩む。

## 現在
2003年、クラッシュのメンバーとしてロックの殿堂入りし、そこで彼はトッパー・ヒードンへの評価を述べた。